# 川崎町立前川小学校
川崎町立前川小学校（かわさきちょうりつ まえかわしょうがっこう）は宮城県柴田郡川崎町にあった公立小学校である。2020年度（閉校時点）の児童数は20名。

## 学区
- 大字前川地区のうち前川東部・西部行政区及び青根行政区[1]
- 卒業生が公立中学校を選択する場合は、川崎町立川崎中学校へ進学する[1]。

## 沿革
- 1990年（平成2年）4月1日 - 川崎小学校前川分校と腹帯分校を統合して、前川小学校が開校。同時に青根分校は前川小学校の分校となる。
- 2011年（平成23年）3月 - 青根分校が閉校となり、川崎小学校に統合[2]。
- 2020年（令和2年）9月18日 - 最後の運動会開催[3]。
- 2021年（令和3年）
  - 2月27日 - 閉校式挙行[4]。
  - 3月31日 - 児童数減少により、閉校。川崎小学校に統合。川崎小学校（の分校）から分離して開校した本校は、川崎小学校に統合されて閉校した。

## 学校教育目標
自ら考え、心豊かに学び、たくましく生きる子どもの育成
- よく考え、進んで勉強する子ども《知》
- 明るく、思いやりのある子ども 《徳》
- ねばり強くがんばる子ども 《体》